# Ryōtarō Araki
Ryōtarō Araki (荒木 遼太郎?, Araki Ryōtarō; Kumamoto, 29 gennaio 2002) è un calciatore giapponese, centrocampista dei Kashima Antlers.

## Biografia
Nato nella prefettura di Kumamoto è il primogenito avuto dai propri genitori, Ryōtarō ha una sorella più piccola. Suo padre è un allenatore di calcio, sport a cui Ryōtarō sceglie di dedicarsi, sebbene da bambino praticasse pure il baseball, successivamente si trasferisce nella prefettura di Fukuoka dove frequenta il liceo Higashi, gioca nella squadra di calcio dell'istituto, nella quale non è mai riuscito totalmente a emergere pur avendo ricoperto il ruolo di capitano nel terzo e ultimo anno prima del diploma.

## Carriera

### Club

#### Kashima Antlers e FC Tokyo
Debutta nel professionismo nel 2020 con il club del Kashima Antlers nella J1 League, la prima divisione giapponese, segna il suo primo gol con la rete del 2-2 pareggiano con il Vissel Kobe, un altro gol lo segna battendo per 3-1 il Nagoya Grampus. Nella stagione 2021 il talento di Araki risalta di più, con un gol batte per 1-0 il Cerezo Osaka, segna una rete sconfiggendo per 5-3 lo Yokohama F. Marinos, con un rigore sigla il gol del 4-1 vincendo contro il Sanfrecce Hiroshima, inoltre segna una doppietta sia contro lo Shonan Bellmare con una vittoria per 3-1 che contro il Tokushima Vortis imponendosi per 3-0, invece nella Coppa J. League segna un gol sconfiggendo per 5-1 l'Avispa Fukuoka ed è autore di un'altra rete battendo per 3-0 il Consadole Sapporo. Nel 2024 viene ceduto in prestito al FC Tokyo, segna una rete vincendo per 3-1 contro l'Avispa Fukuoka, un altro gol riesce a segnarlo sconfiggendo l'Urawa Reds per 2-1, e con una doppietta Araki contribuisce al pareggio per 2-2 con il Cerezo Osaka.

### Nazionale
Gioca nel 2018 con la Nazionale Under-16 vincendo il campionato continentale di categoria, Araki segna una doppietta sconfiggendo per 5-2 la Thailandia. Con la Nazionale Under-23 gioca nella Coppa d'Asia Under-23 Qatar 2024, nella semifinale segna la rete del 2-0 battendo l'Iraq, invece nella finale contro l'Uzbekistan il portiere avversario urta violentemente contro Araki nel secondo tempo, egli subisce una commozione cerebrale pur giocando la partita fino alla conclusione dove Araki, nonostante si sentisse debole, fornisce al suo compagno Fuki Yamada l'assist con cui quest'ultimo segna il gol del 1-0 vincendo.
Nel 2024 è stato convocato dalla nazionale olimpica giapponese per partecipare ai Giochi della XXXIII Olimpiade.

## Statistiche

### Presenze e reti nei club
Statistiche aggiornate al 10 luglio 2024.
| Stagione               | Club                   | Campionato             | Campionato | Campionato | Coppe nazionali | Coppe nazionali | Coppe nazionali | Coppe continentali | Coppe continentali | Coppe continentali | Altre coppe | Altre coppe | Altre coppe | Totale | Totale |
| Stagione               | Club                   | Comp                   | Pres       | Reti       | Comp            | Pres            | Reti            | Comp               | Pres               | Reti               | Comp        | Pres        | Reti        | Pres   | Reti   |
| ---------------------- | ---------------------- | ---------------------- | ---------- | ---------- | --------------- | --------------- | --------------- | ------------------ | ------------------ | ------------------ | ----------- | ----------- | ----------- | ------ | ------ |
| 2020                   | Kashima Antlers        | J1                     | 26         | 2          | CdL             | 3               | 0               | -                  | -                  | -                  | -           | -           | -           | 29     | 2      |
| 2021                   | Kashima Antlers        | J1                     | 36         | 10         | CG+CdL          | 3+7             | 1+2             | -                  | -                  | -                  | -           | -           | -           | 46     | 13     |
| 2022                   | Kashima Antlers        | J1                     | 13         | 1          | CG+CdL          | 0+4             | 0               | -                  | -                  | -                  | -           | -           | -           | 17     | 1      |
| 2023                   | Kashima Antlers        | J1                     | 13         | 0          | CG+CdL          | 2+5             | 0+1             | -                  | -                  | -                  | -           | -           | -           | 20     | 1      |
| Totale Kashima Antlers | Totale Kashima Antlers | Totale Kashima Antlers | 88         | 13         |                 | 24              | 4               |                    | -                  | -                  |             | -           | -           | 112    | 17     |
| 2024                   | FC Tokyo               | J1                     | 15         | 6          | CG+CdL          | 1+1             | 0               | -                  | -                  | -                  | -           | -           | -           | 17     | 6      |
| Totale carriera        | Totale carriera        | Totale carriera        | 103        | 19         |                 | 26              | 4               |                    | -                  | -                  |             | -           | -           | 129    | 23     |

### Cronologia presenze e reti in nazionale
| Cronologia completa delle presenze e delle reti in nazionale ― Giappone olimpica | Cronologia completa delle presenze e delle reti in nazionale ― Giappone olimpica | Cronologia completa delle presenze e delle reti in nazionale ― Giappone olimpica | Cronologia completa delle presenze e delle reti in nazionale ― Giappone olimpica | Cronologia completa delle presenze e delle reti in nazionale ― Giappone olimpica | Cronologia completa delle presenze e delle reti in nazionale ― Giappone olimpica | Cronologia completa delle presenze e delle reti in nazionale ― Giappone olimpica | Cronologia completa delle presenze e delle reti in nazionale ― Giappone olimpica |
| Data                                                                             | Città                                                                            | In casa                                                                          | Risultato                                                                        | Ospiti                                                                           | Competizione                                                                     | Reti                                                                             | Note                                                                             |
| -------------------------------------------------------------------------------- | -------------------------------------------------------------------------------- | -------------------------------------------------------------------------------- | -------------------------------------------------------------------------------- | -------------------------------------------------------------------------------- | -------------------------------------------------------------------------------- | -------------------------------------------------------------------------------- | -------------------------------------------------------------------------------- |
| 24-7-2024                                                                        | Bordeaux                                                                         | Giappone olimpica                                                                | 5 – 0                                                                            | Paraguay olimpica                                                                | Olimpiadi 2024 - 1º turno                                                        | -                                                                                | 73’                                                                              |
| 27-7-2024                                                                        | Bordeaux                                                                         | Giappone olimpica                                                                | 1 – 0                                                                            | Mali olimpica                                                                    | Olimpiadi 2024 - 1º turno                                                        | -                                                                                | 57’                                                                              |
| 30-7-2024                                                                        | Nantes                                                                           | Israele olimpica                                                                 | 0 – 1                                                                            | Giappone olimpica                                                                | Olimpiadi 2024 - 1º turno                                                        | -                                                                                | 79’                                                                              |
| 2-8-2024                                                                         | Lione                                                                            | Giappone olimpica                                                                | 0 – 3                                                                            | Spagna olimpica                                                                  | Olimpiadi 2024 - Quarti di finale                                                | -                                                                                | 84’                                                                              |
| Totale                                                                           |                                                                                  | Presenze                                                                         | 4                                                                                |                                                                                  | Reti                                                                             | 0                                                                                |                                                                                  |

| Cronologia completa delle presenze e delle reti in nazionale ― Giappone under 23 | Cronologia completa delle presenze e delle reti in nazionale ― Giappone under 23 | Cronologia completa delle presenze e delle reti in nazionale ― Giappone under 23 | Cronologia completa delle presenze e delle reti in nazionale ― Giappone under 23 | Cronologia completa delle presenze e delle reti in nazionale ― Giappone under 23 | Cronologia completa delle presenze e delle reti in nazionale ― Giappone under 23 | Cronologia completa delle presenze e delle reti in nazionale ― Giappone under 23 | Cronologia completa delle presenze e delle reti in nazionale ― Giappone under 23 |
| Data                                                                             | Città                                                                            | In casa                                                                          | Risultato                                                                        | Ospiti                                                                           | Competizione                                                                     | Reti                                                                             | Note                                                                             |
| -------------------------------------------------------------------------------- | -------------------------------------------------------------------------------- | -------------------------------------------------------------------------------- | -------------------------------------------------------------------------------- | -------------------------------------------------------------------------------- | -------------------------------------------------------------------------------- | -------------------------------------------------------------------------------- | -------------------------------------------------------------------------------- |
| 23-3-2022                                                                        | Dubai                                                                            | Giappone under 23                                                                | 1 – 0                                                                            | Croazia under 23                                                                 | Amichevole                                                                       | -                                                                                | 73’                                                                              |
| 26-3-2022                                                                        | Dubai                                                                            | Qatar under 23                                                                   | 0 – 2                                                                            | Giappone under 23                                                                | Amichevole                                                                       | -                                                                                | 76’                                                                              |
| 29-3-2022                                                                        | Dubai                                                                            | Arabia Saudita under 23                                                          | 0 – 1                                                                            | Giappone under 23                                                                | Amichevole                                                                       | -                                                                                | 61’                                                                              |
| 25-3-2024                                                                        | Kitakyūshū                                                                       | Giappone under 23                                                                | 2 – 0                                                                            | Ucraina under 23                                                                 | Amichevole                                                                       | -                                                                                | 67’                                                                              |
| 19-4-2024                                                                        | Al Rayyan                                                                        | Emirati Arabi Uniti under 23                                                     | 0 – 2                                                                            | Giappone under 23                                                                | Coppa d'Asia AFC Under-23 2024                                                   | -                                                                                | 74’                                                                              |
| 22-4-2024                                                                        | Al Rayyan                                                                        | Giappone under 23                                                                | 0 – 1                                                                            | Corea del Sud under 23                                                           | Coppa d'Asia AFC Under-23 2024                                                   | -                                                                                | 77’                                                                              |
| 25-4-2024                                                                        | Al Rayyan                                                                        | Qatar under 23                                                                   | 2 – 4 dts                                                                        | Giappone under 23                                                                | Coppa d'Asia AFC Under-23 2024                                                   | -                                                                                | 90+6’                                                                            |
| 29-4-2024                                                                        | Al Rayyan                                                                        | Giappone under 23                                                                | 2 – 0                                                                            | Iraq under 23                                                                    | Coppa d'Asia AFC Under-23 2024                                                   | 1                                                                                | 79’                                                                              |
| 3-5-2024                                                                         | Al Rayyan                                                                        | Giappone under 23                                                                | 1 – 0                                                                            | Uzbekistan under 23                                                              | Coppa d'Asia AFC Under-23 2024                                                   | -                                                                                | 62’                                                                              |
| 11-6-2024                                                                        | Kansas City                                                                      | Stati Uniti under 23                                                             | 0 – 2                                                                            | Giappone under 23                                                                | Amichevole                                                                       | -                                                                                | 69’                                                                              |
| Totale                                                                           |                                                                                  | Presenze                                                                         | 10                                                                               |                                                                                  | Reti                                                                             | 1                                                                                |                                                                                  |

## Palmarès

### Nazionale
- Coppa d'Asia Under-16: 1

2018
- Coppa d'Asia Under-23: 1

2024

### Individuale
- Miglior giovane della J.League: 1

2021